# Destord
Destord is een gemeente in het Franse departement Vosges (regio Grand Est) en telt 222 inwoners (2005). De plaats maakt deel uit van het arrondissement Épinal.

## Geografie
De oppervlakte van Destord bedraagt 5,0 km², de bevolkingsdichtheid is 44,4 inwoners per km².
De onderstaande kaart toont de ligging van Destord met de belangrijkste infrastructuur en aangrenzende gemeenten.

## Demografie
Onderstaande figuur toont het verloop van het inwonertal (bron: INSEE-tellingen).